# Dalton (keresztnév)
A Dalton angol eredetű férfinév, jelentése: völgyben lakó.

## Névnapok
- január 5.
- június 27.

## További keresztnevek
- Magyar névnapok listája dátum szerint
- Magyar névnapok listája betűrendben